# Письменный, Яков Константинович
Письменный Яков Константинович (1887—1938) — российский и советский государственный деятель, юрист, экономист, присяжный поверенный, зауряд-военный чиновник.
В дни Февральской революции — помощник и доверенное лицо Александра Керенского

## Биография
Письменный Яков Константинович родился 14 (26) сентября 1887 года в городе Глухове Черниговской губернии (ныне Сумской области Украины) в еврейской семье.
Во время Февральской революции состоял при Первом железнодорожном рабочем батальоне. Сотрудник ВК Военной комиссии Государственной Думы (28.2-10.5.1917). Сначала — офицер для поручений, а затем — секретарь Военной комиссии Государственной Думы
5.3.1917 получил предписание отправиться в Кречевицкие казармы (Новгородская губ.), где были расположены Гвардейский запасный кавалерийский полк «и состоящие при нём маршевые эскадроны, учебные команды и новобранцы полков всей гвардейской кавалерии».
Письменному поручалось выяснить причины возникших недоразумений и урегулировать отношения между нижними чинами и офицерами. 9.3.1917 получил приказ произвести обыски в Мариинском дворце и на квартире Н. Н. Головина, в связи с подозрением его в подготовке контрреволюционном выступлении в день торжественных похорон жертв революции. 27.3.1917 получил приказ вступить в заведование и произвести обследование здания и типографии Губернского жандармского управления. Уволен с военной службы в июне.
После октября 1917 года перебрался в Москву, где он занимал различные должности в советской оборонной промышленности. Помощник начальника 1-го Главного управления Наркомата оборонной промышленности СССР.
В период культа личности Сталина Арестован (23.3.1938). Осуждён Военной коллегией Верховного суда СССР по обвинению во вредительской деятельности в оборонной промышленности, приговорён к расстрелу (4.10.1938). Реабилитирован определением Верховного суда СССР (30.12.1955).